# (111) Até
Pour les articles homonymes, voir Até (homonymie).
(111) Até (désignation internationale (111) Ate) est un astéroïde de la ceinture principale découvert par Christian Peters le 14 août 1870 nommé d'après Até, déesse de la Faute et de l'Égarement dans la mythologie grecque.

## Compléments